# Лопес, Хорхе (бейсболист)
Хорхе Ябиель Лопес Рамос (исп. Jorge Yabiel López Ramos, 10 февраля 1993, Кайей) — пуэрто-риканский бейсболист, питчер клуба Главной лиги бейсбола «Балтимор Ориолс». Серебряный призёр Мировой бейсбольной классики 2017 года в составе сборной Пуэрто-Рико.

## Карьера
Лопес был выбран клубом «Милуоки Брюэрс» во втором раунде драфта в 2011 году сразу после того как закончил старшую школу. В клубах фарм-системы он выступал нестабильно до 2015 года, когда в составе «Билокси Шакерс» в AA-лиге в 143 иннингах позволил соперникам выбить всего 105 хитов. Его пропускаемость ERA в том сезоне составила 2,26. По итогам чемпионата Хорхе был признан лучшим питчером системы «Брюэрс» и Южной лиги. В том же сезоне он дебютировал в МЛБ, сыграв за основной состав в двух матчах.
Сезон 2016 года Хорхе начал в AAA-лиге в «Колорадо-Спрингс Скай Сокс», но выступил неудачно — в 79 иннингах он пропустил 101 хит, пропускаемость составила 6,81, а соотношение страйкаутов к уокам 66/55. После этого он был переведён обратно в «Билокси». Одной из причин слабого выступления назвали разреженный воздух в Колорадо, мешающий выполнять одну из его лучших подач — кёрвбол. В Главную лигу бейсбола Лопес смог вернуться только в июне 2017 года, когда сыграл за «Брюэрс» два иннинга против «Цинциннати Редс». Весной 2017 года он был включён в состав сборной Пуэрто-Рико на игры Мировой бейсбольной классики, где команда дошла до финала.
Двадцать седьмого июля 2018 года «Брюэрс» обменяли Лопеса в «Канзас-Сити Роялс». Выступления в системе нового клуба он начал в AAA-лиге в команде «Омаха Сторм Чейсерс», а в Главной лиге бейсбола за «Роялс» впервые сыграл 15 августа. До конца сезона 2018 года он провёл на поле 34 иннинга с пропускаемостью 6,35. В 2019 году Лопес сыграл за клуб 123,2 иннинга с пропускаемостью 6,33. 
В регулярном чемпионате 2020 года Лопес вышел на поле в одной игре «Роялс», после чего был выставлен на драфт отказов. Девятого августа он перешёл в «Балтимор Ориолс».